# Фармакотоксикология
Фармакотоксикология подразумевает изучение последствий токсического воздействия фармацевтических препаратов и агентов в сфере здравоохранения. Фармакотоксикология также включает в себя лечение и профилактику побочных эффектов, вызванных фармацевтическими препаратами. Фармакотоксикологию можно разделить на две категории: фармакодинамика (воздействие лекарства на организм) и фармакокинетика (воздействие организма на лекарство).

## Механизмы токсичности фармацевтических препаратов
Существует множество механизмов, с помощью которых фармацевтические препараты могут оказывать токсическое воздействие на организм. Распространенным механизмом является ковалентное связывание препарата или его метаболитов со специфическими ферментами или рецепторами в тканеспецифических путях, которые затем вызывают токсические реакции. Ковалентное связывание может происходить как в целевых, так и в нецелевых ситуациях, а также после биотрансформации.

### Целевая токсичность
Целевая токсичность также называется токсичностью по механизму. Такой вид неблагоприятных эффектов, возникающих в результате воздействия фармацевтических препаратов, обычно обусловлен взаимодействием препарата с его целевой мишенью. В этом случае терапевтическая и токсическая мишени совпадают. Чтобы избежать токсичности во время лечения, во многих случаях необходимо изменить препарат, чтобы он воздействовал на другой аспект заболевания или симптомы. Статины являются примером класса препаратов, которые могут оказывать токсическое действие на терапевтическую мишень (HMG CoA reductase).

### Иммунные  реакции
Некоторые лекарственные препараты могут вызывать аллергические реакции, как в случае с пенициллинами. У некоторых людей введение пенициллина может вызвать выработку специфических антител и инициировать иммунный ответ. Активация такого ответа в необоснованных случаях может вызвать серьезные проблемы со здоровьем и помешать нормальному функционированию иммунной системы . Иммунные реакции на воздействие фармацевтических препаратов могут быть очень распространены в случаях случайного загрязнения. Тамоксифен, селективный модулятор эстрогеновых рецепторов, как было выявлено, изменяет гуморальный адаптивный иммунный ответ у золотоголового сивуча . В этом случае фармацевтические препараты могут вызвать неблагоприятные эффекты не только у людей, но и у организмов, подвергшихся непреднамеренному воздействию.

### Внецелевая токсичность
При использовании неспецифических препаратов часто возникают неблагоприятные эффекты на мишени, отличные от желаемых для фармацевтического лечения. Если лекарство будет неожиданно связываться с другими белками, рецепторами или ферментами, которые могут менять пути, делая их отличными от нужных для лечения, могут развиться серьезные побочные эффекты. Примером может служить препарат эплеренон (антагонист рецепторов альдостерона), который должен повышать уровень альдостерона, но, как показала практика, вызывает атрофию простаты .

### Биоактивация
Биоактивация является важнейшим этапом действия некоторых фармацевтических препаратов. Часто родительская форма препарата не является активной формой, и для получения терапевтического эффекта ее необходимо подвергнуть метаболизму. В других случаях биоактивация не обязательно необходима для того, чтобы лекарство было активным, вместо этого могут образовываться реактивные промежуточные продукты, которые вызывают более сильные побочные эффекты, чем исходная форма лекарства. Биоактивация может происходить под действием ферментов I фазы метаболизма, таких как цитохром P450 или пероксидаза. Реактивные промежуточные продукты могут вызвать потерю функции в некоторых ферментативных путях или способствовать выработке реактивных видов кислорода, что может привести к повышению уровня стресса и изменению гомеостаза.

### Взаимодействия «лекарство — лекарство»
Лекарственное взаимодействие может возникать при одновременном приеме некоторых препаратов. Эффект от этого может быть аддитивным (результат лучше, чем от одного отдельного препарата), менее аддитивным (терапевтический эффект меньше, чем от одного отдельного препарата) или функциональным (один препарат изменяет всасывание, распределение и метаболизм другого) . Совместное назначение хлорохина, противомалярийного препарата, и статинов для лечения сердечно-сосудистых заболеваний может вызвать ингибирование полипептидов, переносящих органические анионы (OATPs), и привести к системному воздействию статинов .

## Примеры фармакотоксичности
Существует множество фармацевтических препаратов, которые могут вызывать неблагоприятные эффекты после биотрансформации, взаимодействия с альтернативными мишенями или в результате лекарственного взаимодействия. Все фармацевтические препараты могут быть токсичными в зависимости от дозы .

### Ацетаминофен
Ацетаминофен (APAP) — очень распространенный препарат, используемый для лечения боли. Было выявлено, что высокие дозы ацетаминофена вызывают тяжелую гепатотоксичность после биотрансформации с образованием реактивных промежуточных продуктов. Ацетаминофен метаболизируется CYP2E1 с образованием NAPQI, который затем вызывает значительный окислительный стресс из-за увеличения количества реактивных форм кислорода (ROS) . ROS могут вызвать повреждение клеток множеством способов: некоторые из них включают повреждение ДНК и митохондрий и истощение антиоксидантных ферментов, таких как глутатион. С точки зрения взаимодействия «лекарство — лекарство» ацетаминофен активирует CAR, ядерный рецептор, участвующий в производстве метаболических ферментов, что усиливает метаболизм других лекарств. Это может привести либо к тому, что реактивные промежуточные продукты / активность препарата будут сохраняться дольше, чем необходимо, либо препарат будет выведен из организма быстрее, чем обычно, что воспрепятствует возникновению какого-либо терапевтического действия. Этанол индуцирует ферменты CYP2E1 в печени, что может привести к повышенному образованию NAPQI в дополнение к тому, что образуется под действием ацетаминофена .

### Аспирин
Аспирин — это нестероидный противовоспалительный препарат (НПВС), используемый для лечения воспаления и боли. Передозировка или лечение в сочетании с другими НПВС может вызвать аддитивный эффект, что может привести к усилению окислительного стресса и активности ROS. Хроническое воздействие аспирина может привести к токсичности ЦНС и в конечном итоге повлиять на дыхательную функцию .

### Антидепрессанты
Антидепрессанты назначаются пациентам с 1950-х годов, и с тех пор их распространенность значительно возросла. Существует множество классов антидепрессантов, таких как селективные ингибиторы обратного захвата серотонина (СИОЗС), ингибиторы моноаминоксидазы (МАОИ) и трициклические антидепрессанты. Многие из этих препаратов, особенно SSRI, блокируют метаболизм или повторный захват нейротрансмиттеров для лечения депрессии и тревоги. Хроническое воздействие или передозировка этих фармацевтических препаратов может привести к повышению уровня серотонина и возбуждению ЦНС, изменению веса и в тяжелых случаях к самоубийству .

### Противораковые препараты
Доксорубицин — это очень эффективный противораковый препарат, который при лечении опухолей вызывает застойную сердечную недостаточность . Доксорубицин — это бесконтактный агент, поскольку он подавляет правильное функционирование комплекса I электронно-транспортной цепи в митохондриях. Это приводит к образованию ROS и ингибированию производства АТФ. Было выявлено, что доксорубицин избирательно токсичен для сердечной ткани, хотя некоторая токсичность наблюдалась и в других тканях . Другие противораковые препараты, такие как фторпиримидины и таксаны, чрезвычайно эффективны в лечении и уменьшении опухолевой пролиферации, но могут вызвают сердечные аритмии и инфаркт миокарда .